# 結城郵便局
結城郵便局（ゆうきゆうびんきょく）は茨城県結城市にある郵便局。民営化前の分類では集配普通郵便局であった。

## 概要
住所：〒307-8799 茨城県結城市結城7195-2

## 沿革
- 1872年8月4日（明治5年7月1日） - 結城郵便取扱所として開設[1]。
- 1873年（明治6年）4月1日 - 結城郵便役所となる。
- 1875年（明治8年）1月1日 - 結城郵便局（四等）となる。同年、為替取扱を開始。
- 1878年（明治11年） - 貯金取扱を開始。
- 1899年（明治32年）12月16日 - 結城郵便電信局となる。
- 1903年（明治36年）4月1日 - 通信官署官制の施行に伴い結城郵便局となる。
- 1955年（昭和30年）7月23日 - 絹川郵便局から電話交換事務の取扱を移管[2]。
- 1957年（昭和32年）11月16日 - 特定郵便局から普通郵便局に局種別改定。
- 1960年（昭和35年）11月 - 局舎新築落成。
- 1963年（昭和38年）2月22日 - 電話交換および和文電報配達業務を、結城電報電話局に移管。
- 1981年（昭和56年）3月 - 局舎新築。
- 1988年（昭和63年）3月14日 - 今宿郵便局から集配業務を廃止。
- 1999年（平成11年） - 外国通貨の両替および旅行小切手の売買に関する業務取扱を開始。
- 2007年（平成19年）10月1日 - 民営化に伴い、併設された郵便事業結城支店に一部業務を移管。
- 2012年（平成24年）10月1日 - 日本郵便株式会社発足に伴い、郵便事業結城支店を結城郵便局に統合。

## 取扱内容
- 郵便、印紙、ゆうパック、内容証明
- 貯金、為替、振替、振込、国際送金、国債、投資信託
- 生命保険、バイク自賠責保険、自動車保険、変額年金保険
- ゆうちょ銀行ATM
- 結城市内の集配業務
- ゆうゆう窓口

## 周辺
- 結城市民情報センター、ゆうき図書館
- 茨城県立結城第二高等学校
- 国道50号

## アクセス
- JR水戸線 結城駅（北口）から徒歩約4分
- 結城市巡回バス 結城駅停留所下車
- 駐車場あり：27台